# 사우스아바코

사우스아바코

사우스아바코(영어: South Abaco)는 바하마의 구로 아바코 제도에 위치한다.